# Filipe (tetrarca)
Filipe, tetrarca da Traconítide, era filho de Herodes, o Grande com a hierosolimita Cleópatra.

## Biografia
Ao morrer, em 4 a.C., Herodes o Grande deixou um testamento, dividindo seu reino entre três dos seus filhos sobreviventes.
A Filipe, coube a tetarquia de Traconítide, que abrangia:
- Traconítide:região situada ao sul de Damasco, entre as montanhas do Antilíbano e a Batanéia. O nome significa “região pedregosa”;
- Auranítide: nome proveniente de uma antiga província assíria denominada Auran;
- Batanéia: região que ocupava parte da antiga Basan;
- Gaulanítide: região da Transjordânia, assim chamada por causa da cidade de Golan;
- Ituréia: região da Transjordânia, ocupada por uma tribo árabe aramaizada.

Sobre a aldeia de Betsaida, Filipe construiu sua capital, batizando-a com o nome de Julía, em homenagem à filha do imperador Augusto. e reedificou a cidade de Panéias, que passou a se chamar Cesareia (ou Cesareia de Filipe), em honra de Augusto.
Josefo diz que seu governo, de 37 anos, foi pouco notável porém tranquilo, e que grangeou reputação de honestidade e disposição para ouvir os súditos (Ant. XVIII vi 6). Manteve boas relações com Roma e morreu sem deixar herdeiros.
Após sua morte, seus domínios foram, inicialmente, anexados à Província da Síria e, mais tarde, incorporados ao reino de Herodes Agripa I.
Algumas fontes sugerem que ele teria se casado com sua sobrinha, Salomé, a famosa filha de Herodias, mas isso não está comprovado.

## Genealogia
- Pais: Herodes, o grande e Cleópatra
- Irmãos (plenos): Herodes Arquelau e Olimpias
- Filhos: Sem filhos conhecidos